# Jack Sparrow
El Capità Jack Sparrow és un personatge de ficció, protagonista de la sèrie de pel·lícules Pirates of the Caribbean, creat pels guionistes Ted Elliott i Terry Rossio, i interpretat per l'actor Johnny Depp. Ha aparegut a les pel·lícules The Curse of the Black Pearl (2003), Dead Man's Chest (2006), At World's End (2007) On Stranger Tides (2011) i Dead Men tell no tales (2017). Tot i que Jack Sparrow fou concebut inicialment com un personatge secundari, quan se'n va fer càrrec Depp va acabar de definir-lo basant-se en el guitarrista de The Rolling Stones Keith Richards i en el personatge de còmic Pepe Lepeu.
El Capità Sparrow també és el protagonista de l'atracció The Legend of Captain Jack Sparrow als Disney's Hollywood Studios. També protagonitza una sèrie de llibres per a nens, ambientada en la seva adolescència, i diversos videojocs.
En el context de les pel·lícules, Sparrow és un dels "Pirates Senyors dels Set Mars", que constitueixen la "Cort dels Germans". Pot ser traïdor quan cal i sap sortir-se'n més amb l'enginy i la negociació que amb les armes o la força, i prefereix fugir de moltes situacions perilloses i lluitar només quan és imprescindible. Sparrow apareix a la trama quan està intentant recuperar el seu vaixell, la "Perla Negra" ("Black Pearl"), de les mans del seu primer oficial amotinat, Hector Barbossa, i després intenta escapar al seu deute de sang amb el llegendari Davy Jones mentre combaten contra els vaixells de la East India Trading Company.

## Curiositats
Abans que Johnny Depp va haver-hi uns candidats que no van arribar, i d'aquests van ser Michael Keaton, Jim Carrey, Hugh Jackman, Christopher Walken, Bill Murray, Robin Williams i Steve Martin. El concepte de la primera pel·lícula va estar inicialment a càrrec de Steven Spielberg.